# Nagrada hrvatskog glumišta za mušku ulogu u lutkarskim predstavama ili predstavama za djecu i mlade
Popis dobitnika Nagrade hrvatskog glumišta u kategoriji uloge u lutkarskim predstavama ili predstavama za djecu i mlade - muška uloga.
1994./1995. Sven Medvešek

1995./1996. Dragan Despot

1996./1997. Boris Svrtan

1997./1998. Željko Mavrović

1998./1999. Vili Matula

1999./2000. Hrvoje Zalar

2000./2001. Ronald Žlabur

2001./2002. Draško Zidar

2002./2003. Dražen Šivak

2003./2004. Nikša Butijer

2004./2005. Branimir Rakić

2005./2006. Goran Koši

2006./2007. Dean Krivačić

2007./2008. Sanja Hrenar

2008./2009. Saša Anočić

2009./2010. Mladen Vujčić

2010./2011. Jerko Marčić

2011./2012. Dado Ćosić

2012./2013. Romano Nikolić

2013./2014. Marko Petrić

2014./2015. Dean Krivačić

2015./2016. Bojan Brajčić

2016./2017. Siniša Novković

2017./2018. Matija Čigir

2018./2019. Matija Šakoronja

2019./2020. Maro Martinović

2020./2021. Adam Skendžić

2021./2022. Andro Damiš

2022./2023. Toni Kukuljica

2023./2024. Gordan Marijanović